# 清谷信一
清谷 信一（きよたに しんいち、1962年 - ）は、日本のジャーナリスト、仮想戦記作家。千葉県出身。日本ペンクラブ会員。

## 人物
銚子市立銚子西高等学校、東海大学工学部工業化学科卒業。軍事ジャーナリスト、作家、日本ペンクラブ会員。東京防衛航空宇宙時評（Tokyo Defence & Aerospace Review)発行人 。2003年から2008年まで英国の軍事専門誌『ジェーンズ・ディフェンス・ウィークリー』日本特派員を務める。2016年よりドイツのEuropean Security & Defence誌　東京特派員。東洋経済オンライン、朝日新聞WEBRONZA、Japan In Depthなどのウェブサイトにも寄稿。1995年11月に中野ブロードウェイの3階でミリタリーショップ「ユーロサープラス」を1995年11月から開業している。
普段は、国政保守政党に危機感を持たせるため、日本共産党に投票していると述べているが、2005年の衆院選では郵政民営化を理由に、2007年の参院選では公務員改革を理由に、いずれも自由民主党に投票したと述べている。2005年衆院選の際には、自身のブログで候補のネガティブキャンペーンを呼び掛けている。
自衛隊の国産兵器について「高価である」「性能及び作動に問題がある」「日本の環境に合致していない」という問題点を指摘している。対策として、南アフリカの国営兵器公社をモデルに防衛省の技術開発部門や調達関係部門、民間企業の防衛部門を統合してエイジェンシー化した上で兵器メイカーを統括した上でマーケティングやリサーチを常に行って国産か輸入を決め、開発費は保証したうえで国産メーカーを海外メーカーと競わせる構想を提言している。
1999年の段階で「自衛隊御用達の保険会社の破綻」「自衛隊の北海道から西部への重点移動」等を予言したと2004年に主張している。
2013年、BSフジLIVE PRIME NEWS4月23日放送分『次期主力戦闘機F-35A 日本が選択した戦略』にゲストとして出演。番組内でF-35のFACO日本国内設置＋生産比率４割（エンジン含む）に得る物は全く無いです、と断言。「ロシアのSu-35はステルス機を探知できる可能性がある！」との主張に対しての、司会者の「それは実証されているのか？」の質問に「と、スホーイは言っている」と返答した。
2016年、淳と隆の週刊リテラシー3月5日放送分（鈴木奈々、北澤俊美元防衛相出演）にビデオ出演。
2016年、ロシアの国ぐるみのドーピング問題によってロシア陸上選手団のリオオリンピックへの出場が停止された問題について、利権の塊であるIOCに、ロシアを批判する資格はあるのかとの問題提起をしている。
2018年には産業や特産品のある地域振興になっているふるさと納税制度を批判し、「正直なところ、こういう自治体には戦術核でもぶち込んで、壊滅させる方が国のためだと思います」「他人にたかるしか能が無い癌細胞のような（地方）自治体は排除しないと国が沈みます」と主張した。

## 著作

### 小説

#### 共著
- （平沢雷）『奇想軍団の“逆転特殊バトル"――ワレニ神風アリ〇一三〇』（KKベストセラーズ, 1994年）
- （林信吾）『真・大東亜戦争 全17巻』（KKベストセラーズ, 2001-2004年）
- （林信吾）『熱砂の旭日旗 1-2巻』（経済界, 2002年-）

### ノンフィクション

#### 単著
- 『ル・オタク――フランスおたく事情』（KKベストセラーズ, 1998年）
- 『不思議の国の自衛隊――誰のための自衛隊なのか!？』（KKベストセラーズ,1999年）
- 『こんな自衛隊に誰がした! ――戦えない「軍隊」を徹底解剖』（廣済堂出版, 2002年）
- 『弱者のための喧嘩術』（幻冬舎, 2004年）
- 『自衛隊、そして日本の非常識』（河出書房新社, 2004年）
- 『ル・オタク――フランスおたく事情』（講談社文庫,2009年）
- 『防衛破綻』（中公ラクレ新書,2010年）
- 『専守防衛』（祥伝社新書,2010年）
- 『国防の死角　我が国は「有事」を想定しているか』（PHP,2012年）

#### 共著
- （林信吾）『ポスト団塊世代の日本再建計画』（中央公論社, 1995年）
- （日下公人）『アメリカの落日――「戦争と正義」の正体』（廣済堂出版, 2002年）
- （林信吾）『すぐわかる国防学』（角川書店, 2006年）
- （石破茂）『軍事を知らずして平和を語るな』(KKベストセラーズ, 2006年）

### 翻訳・監訳
- ヘクター・バイウォーター（林信吾と共訳）『太平洋大海戦』（KKベストセラーズ, 1994年/「太平洋大戦争」に改題。コスミックインターナショナル,2001年）
- アンドルー・ケイン、ネイル・ハンソン（監訳）『SASセキュリティ・ハンドブック』（原書房, 1997年/新装版, 2003年）
- マシュー・リーン『ボーイングvsエアバス――旅客機メーカーの栄光と挫析』（アリアドネ企画, 2000年）

### 監修
- 日本兵器研究会『世界の軍用4WDカタログ』（アリアドネ企画, 2000年）
- 日本兵器研究会『現代戦車のテクノロジー』（アリアドネ企画, 2001年）
- PCゲーム『現代大戦略』シリーズ（システムソフト・アルファー, 2001年-）

『現代大戦略2001――海外派兵への道』（2001年）
『現代大戦略2002――有事法発動の時』（2002年）
『現代大戦略2003――テロ国家を制圧せよ』（2003年）
『現代大戦略2004――日中国境紛争勃発!』（2004年）
『現代大戦略2005――護国の盾・イージス艦隊』（2005年）
『現代大戦略2007――テポドン・核施設破壊作戦』（2006年）